# أوفينس سينت برويس
أوفينس سينت برويس (بالإنجليزية: Ovince Saint Preux؛ مواليد 8 أبريل 1983) هو مقاتل فنون قتال مختلطة أمريكي من أصل هايتي.  يُنافس حاليًا في فئة وزن خفيف الثقيل في بطولة القتال النهائي (UFC). منافس محترف منذ عام 2008، تنافس سينت برويس أيضًا سابقًا في سترايك فورس وإكستريم فايتينج تشامبيونزتشيب وشارك فايتس. اشتهر بأسلوبه القتالي غير التقليدي، واكتسب شهرة وسمعة سيئة بعد فوزه بأربع نزالات باستخدام خنق فون فلو النادر، مما أدى إلى إعادة تسميته من قبل المعجبين إلى «خنق فون برويس» (بالإنجليزية: Von Preux choke).

## نزالات الدفع مقابل المشاهدة
| #  | الحدث        | النزال             | التاريخ       | المكان                     | المدينة                             | المبلغ  |
| -- | ------------ | ------------------ | ------------- | -------------------------- | ----------------------------------- | ------- |
| 1. | يو إف سي 197 | جونز ضد سينت برويس | 23 أبريل 2016 | إم جي إم جراند جاردن أرينا | لاس فيغاس، نيفادا، الولايات المتحدة | 322،000 |

## وصلات خارجية
- أوفينس سينت برويس على موقع يو إف سي (الإنجليزية)
- أوفينس سينت برويس على موقع شيردوغ (الإنجليزية)
- أوفينس سينت برويس على موقع Tapology.com (الإنجليزية)
- أوفينس سينت برويس على موقع IMDb (الإنجليزية)
- أوفينس سينت برويس على موقع قاعدة بيانات الفيلم (الإنجليزية)